# Rue Férou
La rue Férou est une voie située dans le quartier de l'Odéon du 6e arrondissement de Paris, principalement connue, au XXIe siècle, pour être la « rue du Bateau ivre ».

## Situation et accès

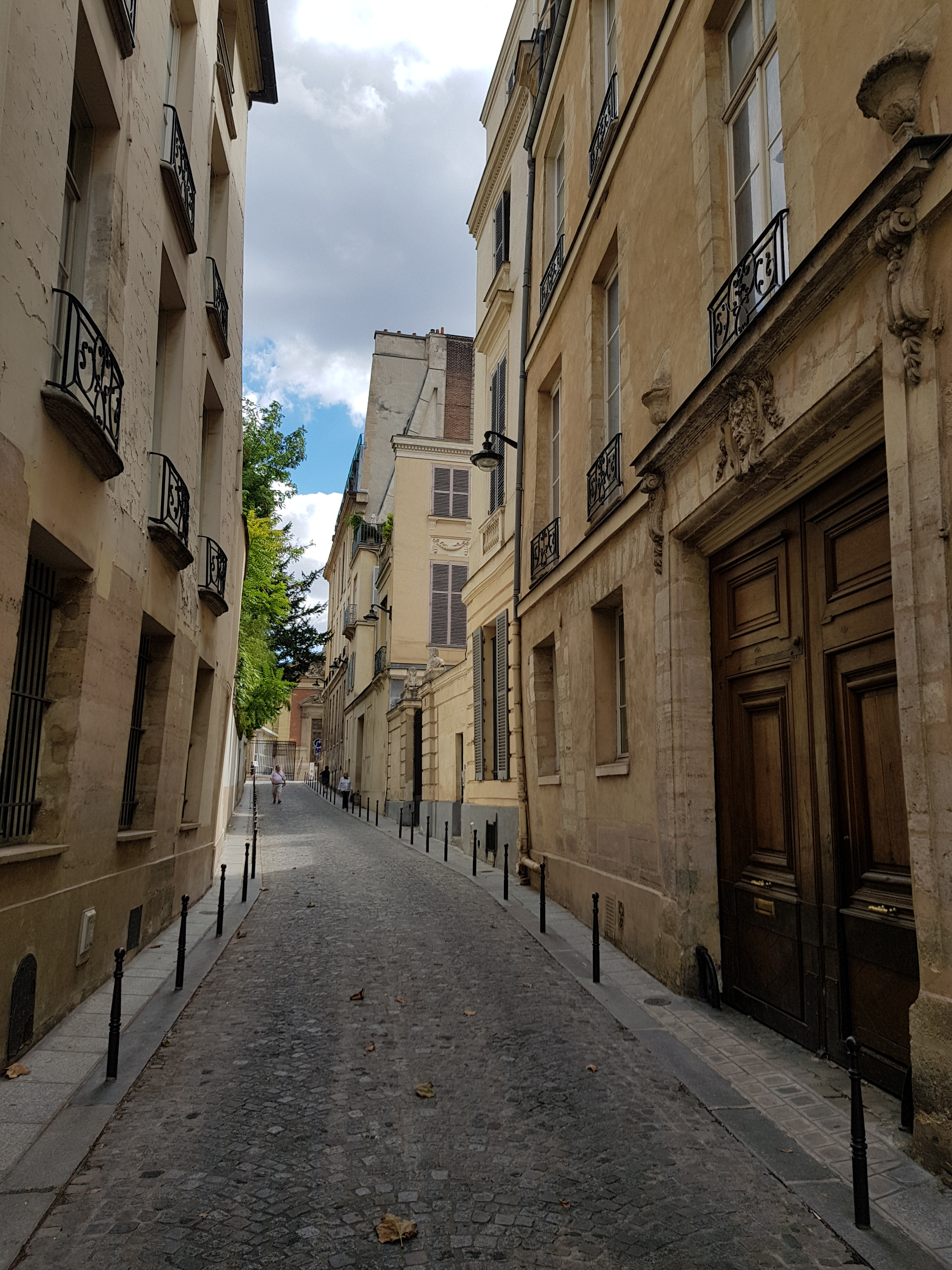
La rue en direction de la rue de Vaugirard.

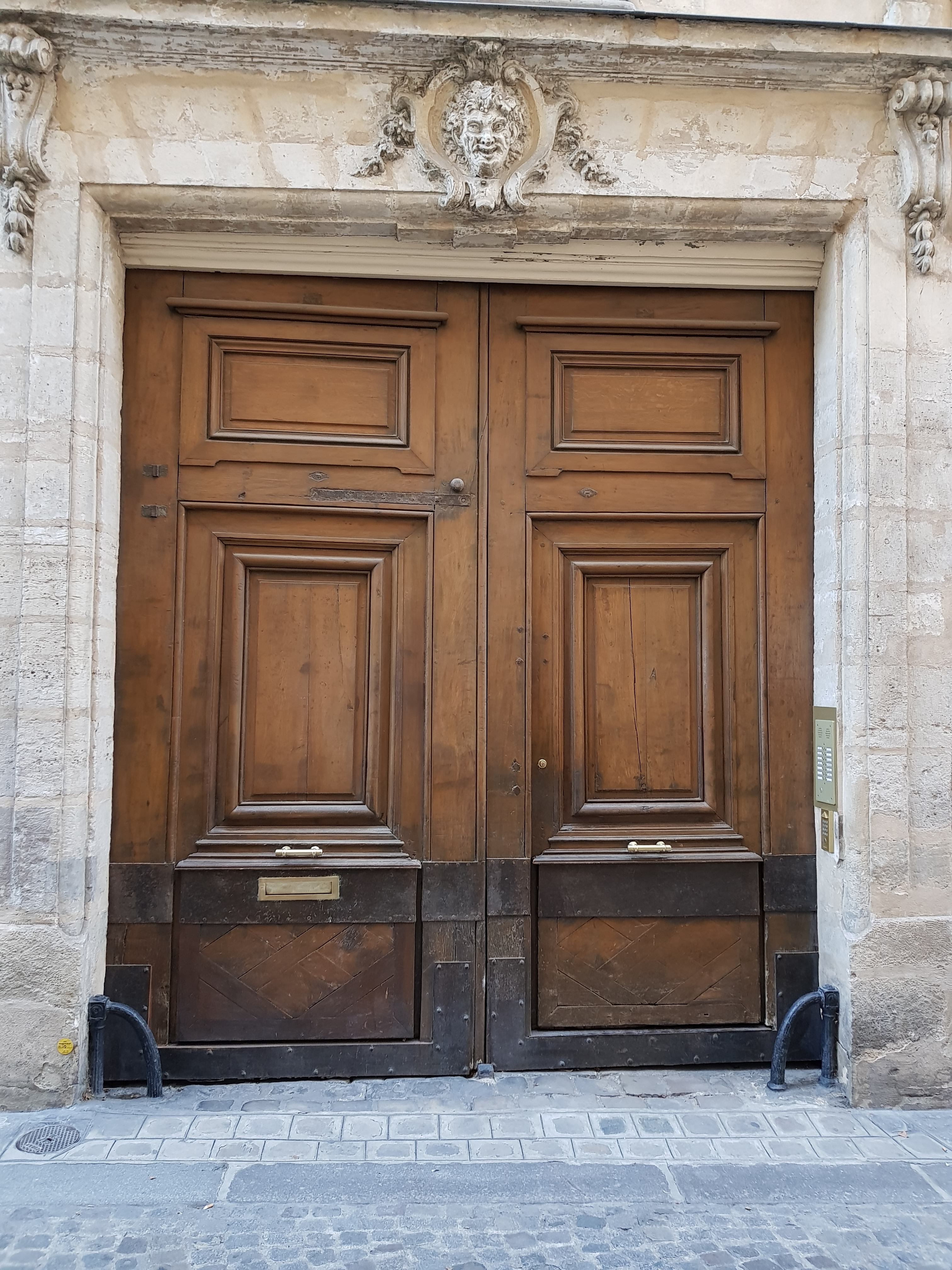
Entrée du no 4.

Elle débute aux 3, rue Henry-de-Jouvenel et 2, rue du Canivet et se termine au 48, rue de Vaugirard, en face du jardin du Luxembourg. Orientée nord-sud, elle est longue de 120 m.
La station de métro la plus proche est la station Saint-Sulpice, où circulent les trains de la ligne 4.

## Origine du nom
Elle tient son nom d'Étienne Férou, procureur au Châtelet et propriétaire des terrains sur lesquels elle a été ouverte.

## Historique
La rue Férou existait avant 1517. Le premier tronçon de la rue, jusqu'à l'intersection avec la rue du Canivet, a été débaptisé et a servi à créer la rue Henry-de-Jouvenel, longue d'une vingtaine de mètres et comptant trois numéros d'habitation.
Comme l'atteste une inscription ancienne gravée sur la base de la tour nord de l'église Saint-Sulpice, la rue Férou s'étendait dans le passé jusqu'au croisement avec l'ancienne rue des Aveugles (aujourd'hui partie de la rue Saint-Sulpice).
Le décret du 26 août 1865 décide de l’allongement de la voie jusqu’à la rue Auguste-Comte. Devant le tollé suscité par l’amputation du jardin du Luxembourg, il est annulé le 18 février 1866.
En 1994, un permis de construire délivré à un promoteur qui voulait construire un immeuble à la place d’une maison de style Directoire située au no 7 de la rue est annulé par le tribunal administratif de Paris au motif que « la façade projetée porte atteinte à l’harmonie architecturale du bâti environnant ».

## Bâtiments remarquables et lieux de mémoire
- Nos 2 et 4 : entre ces numéros emplacement d'une ancienne rue (puis impasse) disparue, ouverte en 1540 sous la dénomination « rue Saint-Pierre » (ou « Saint-Père »), nommée ensuite « rue des Prêtres », convertie en impasse en 1724, renommée « cul-de-sac Férou » (s'ouvrant sous une arcade du 2, rue Férou)[1].
Cette ruelle longeait et desservait le petit séminaire de Saint-Sulpice (« communauté des Robertiens »)[1].
À son retour des États-Unis d'Amérique, en 1792, François-René de Chateaubriand y habita avec sa femme et ses deux sœurs : « Nous avions fait arrêter un appartement, faubourg Saint-Germain, cul-de-sac Férou, petit hôtel de Villette » (Chateaubriand, Mémoires d'outre-tombe, LIX, ch. 2).
De 1793 à 1822, Reine Philiberte de Varicourt (1757-1822), marquise de Villette par son mariage[5], qui avait été en son temps la « belle et bonne[6] » protégée de Voltaire (1694-1778), habita dans cette ruelle, où elle passa les années de son veuvage. Elle y mourut en 1822[1].

- No 2 bis : de 1951 à sa mort, Man Ray (1890-1976), peintre, photographe et réalisateur de cinéma vécut et travailla ici dans son atelier avec sa seconde épouse[7] Juliet Man Ray, née Browner (1911-1991)[8].
- No 4 : hôtel Mahé de La Bourdonnais. Le poète Jacques Prévert (1900-1977) y demeura durant son enfance, dans une mansarde, avec ses parents. L'écrivain Michel Déon (1919-2016) habita dans un des appartements pendant vingt ans[7]. La revue Les Temps modernes y eut son siège.
- No 5 : hôtel de Beauveau puis de Breteuil édifié en 1730[9].
- No 6 : hôtel de Luzy, construit à la fin du XVIIe siècle et remanié par Jean-François Chalgrin au XVIIIe siècle. Il est classé monument historique. L'écrivain américain Ernest Hemingway (1899-1961) y vécut à partir de 1929[7]. Le couple d'auteurs Zelda et F. Scott Fitzgerald y vécut également.
- No 8 : petit hôtel de la Trémoille[9]. Le prêtre catholique et collaborateur français Jean de Mayol de Lupé (1873-1955) est né dans cet immeuble de la rue le 21 janvier 1873[10].
- No 10 : ancien hôtel de la Trémoille reconstruit de 1771 à 1774[9].
- No 11 : ancien hôtel Fénelon du XVIIIe siècle. L'écrivain Ernest Renan (1823-1892) y séjourna[9].
- No 15 : Henri Fantin-Latour y loue une chambre sans quitter complètement le domicile de ses parents[11].

## Dans la littérature
- Athos, dans le roman d'Alexandre Dumas, Les Trois Mousquetaires, habite rue Férou, « à deux pas du Luxembourg[12],[13] ».
- Une reproduction intégrale du Bateau ivre d'Arthur Rimbaud, calligraphiée par l'artiste néerlandais Jan Willem Bruins et inaugurée le 14 juin 2012[14], occupe le long mur d'enceinte de l'hôtel des impôts (ancien séminaire Saint-Sulpice) ; cette reproduction présente une particularité : elle se lit de droite à gauche et non, comme le veut la règle, de gauche à droite. Le choix de la rue Férou s'explique par le fait qu'elle se situe non loin de l'endroit[15] où Rimbaud aurait déclamé le poème pour la première fois, le 30 septembre 1871, lors d'une réunion des Vilains Bonshommes[16],[17].
- La rue Férou est le cadre du roman Le Roman ivre d'Isabelle Stibbe[18] et de l'essai de Lydia Flem Paris Fantasme[19].

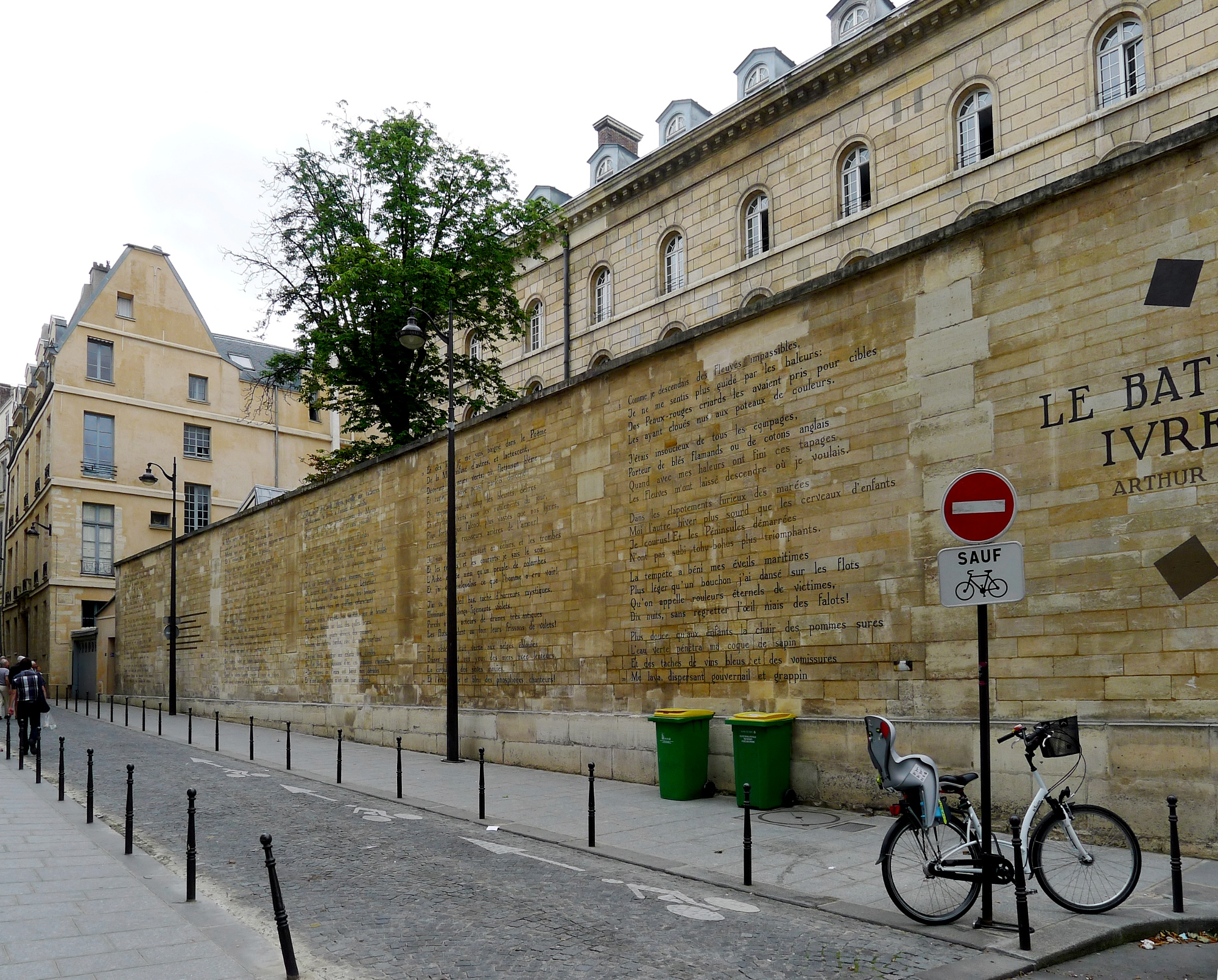
Vue de la rue en direction du jardin du Luxembourg.
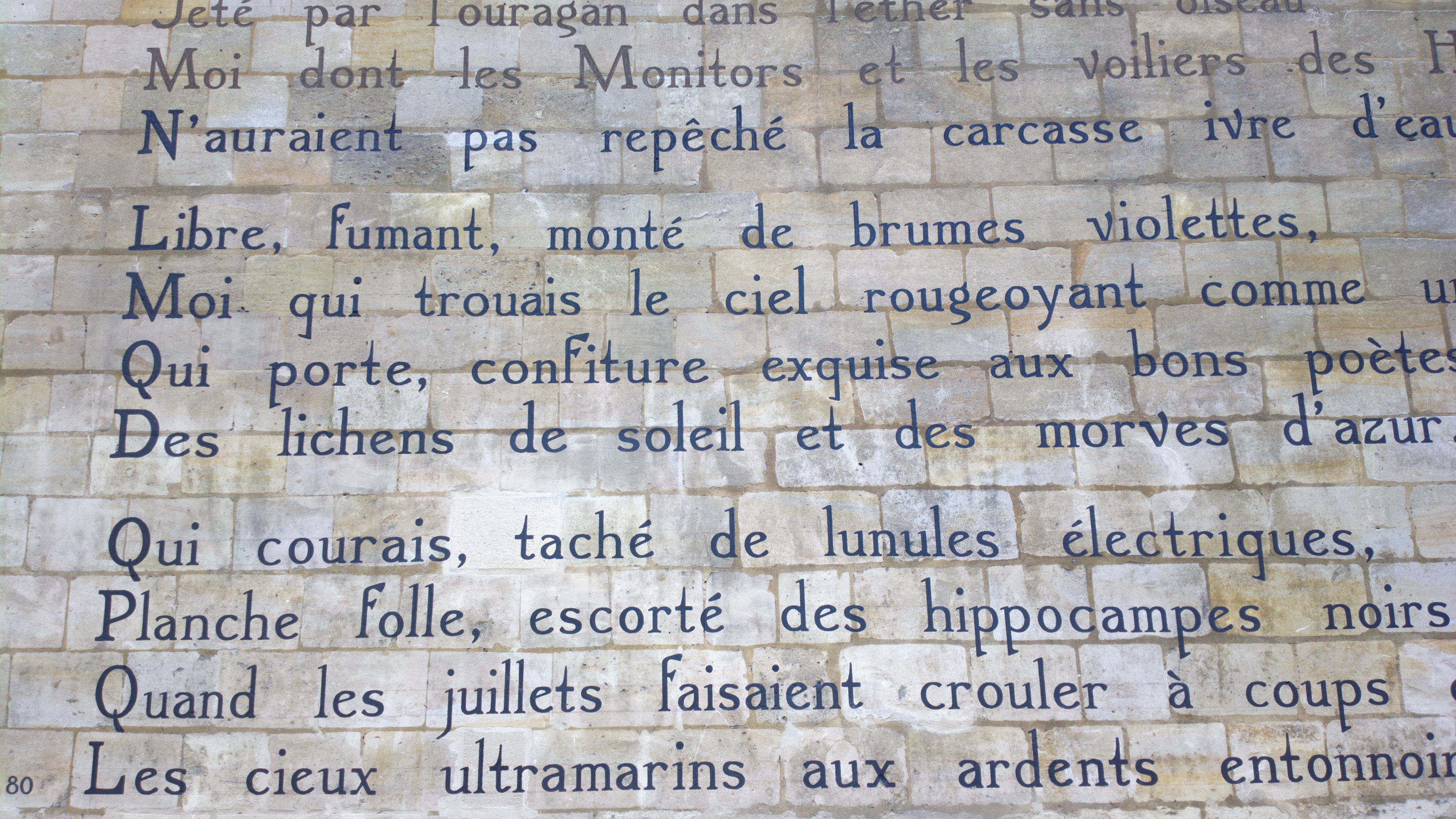
Sur le mur de l'hôtel des Finances, poème d'Arthur Rimbaud, Le Bateau ivre.
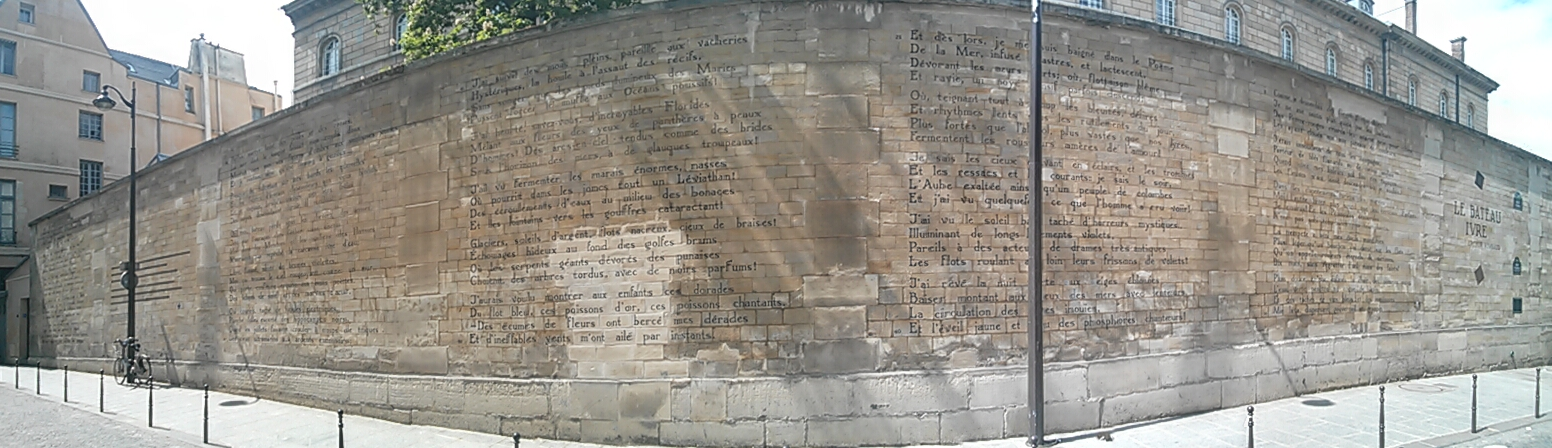
Vue panoramique de la rue.